# Интернационал федераций анархистов
Интернационал Федераций Анархистов или ИФА (англ. International of Anarchist Federations, IAF; фр. Internationale des fédérations anarchistes, IFA) — международное объединение анархических федераций. Основано на международном анархистском конгрессе, состоявшемся 31 августа — 5 сентября 1968 г. в Карраре, Италия, по инициативе Французской анархической федерации, Итальянской анархической федерации и Иберийской анархической федерации, а также Союзом болгарских безвластников за границей.
ИФА стремится к укреплению сил и мобильности международных структур анархистов, чтобы противостоять становлению международного государства и силе капитала, который в настоящий момент развивает своё влияние в глобальном масштабе.
Федерации анархистов объединены в ИФА, так как такая организация позволяет добиться координации работы в различных странах и позволяет наладить более эффективное сотрудничество для выполнения общих целей. Для налаживания информационного обмена и межорганизационного сотрудничества ИФА также близко контактирует с другими организациям анархистов, например с Международной ассоциацией трудящихся (международным объединением анархо-синдикалистских профсоюзов и организаций).
Принципы работы в пределах ИФА — это федерализм, свободный договор и взаимопомощь. Для того, чтобы добиваться лучшей координации и укреплять международные связи в пределах IFA, а также в качестве открытого контакта для публики и других групп анархистов и организаций, была основана Комиссия связей Интернационала Анархических Федераций (CRIFA), полномочия которого нерегулярно переходит от одной федерации ИФА к другой. В настоящее время эта работа осуществляется Анархической федерацией (AF) в Британии и Ирландии и секретарями по международным связям других федераций-участников.

## Участники Интернационала
В настоящее время Интернационал Анархических Федераций включает десять секций, действующих в 16 странах, при этом отдельные секции строятся по языковому признаку и действуют более чем в одной стране.
| Страны                                     | Название                                                                                 | Аббревиатура | Издания                                           | Ссылка на сайт   |
| ------------------------------------------ | ---------------------------------------------------------------------------------------- | ------------ | ------------------------------------------------- | ---------------- |
| Аргентина                                  | Аргентинская либертарная федерация (исп. Federación Libertaria Argentina)                | FLA          | El Libertario                                     | Сайт организации |
| Беларусь                                   | Федерация анархистов Беларуси (бел. Фэдэрацыя анархістаў Беларусі)                       | ФАБ          | ---                                               | Сайт организации |
| Болгария                                   | Федерация анархистов в Болгарии (болг. Федерация на анархистите в България)              | ФАБ          | Свободна мисъл                                    | Сайт организации |
| Великобритания, Ирландия                   | Анархическая федерация (англ. Anarchist Federation)                                      | AF / AFed    | Organise! and Resistance                          | Сайт организации |
| Германия, Швейцария (немецкоговорящая)     | Федерация немецкоговорящих анархистов (нем. Föderation Deutschsprachiger AnarchistInnen) | FdA          | Gǎi Dào                                           | Сайт организации |
| Италия                                     | Итальянская анархическая федерация (итал. Federazione Anarchica Italiana)                | FAI          | Umanità Nova                                      | Сайт организации |
| Испания, Португалия                        | Федерация анархистов Иберии (исп. Federación Anarquista Ibérica)                         | FAI          | Tierra y Libertad                                 | Сайт организации |
| Словения, Хорватия                         | Федерация за анархическую организацию (словен. Federacija za anarhistično organiziranje) | FAO          | Avtonomija, Anarhistka, Stavka and Društvo otpora | Сайт организации |
| Чешская Республика, Словакия               | Чехословацкая анархическая федерация (чеш. Anarchistická Federácia)                      | AF           | Existence, Klíčení, Zdola and A3                  | Сайт организации |
| Франция, Бельгия, Швейцария (франкофонная) | Анархическая федерация (фр. Fédération Anarchiste)                                       | FA / FAF     | Le Monde libertaire                               | Сайт организации |

### Участие оспаривается
| Страны                                              | Название                       | Аббревиатура | Издания  | Ссылка на сайт   |
| --------------------------------------------------- | ------------------------------ | ------------ | -------- | ---------------- |
| Россия (и русскоязычные участники в других странах) | Ассоциация движений анархистов | АДА          | Винтовка | Сайт организации |

## Другие международные объединения анархистов
- Сент-Имьенский анархистский Интернационал (1872—1877)
- Международная Ассоциация Трудящихся (1922 —)
- Международный Чёрный Мост (2001—2004)
- Международная Либертарная Солидарность (2001—2005)
- Международный Союз Анархистов (2011—2013)